# Kaklīkābād
Kaklīkābād (persiska: كَلكيك, كَليك آباد, كَكليَبَد, كَكليك آباد, ککلیک آباد, Kalkīk) är en ort i Iran.   Den ligger i provinsen Kurdistan, i den nordvästra delen av landet, 500 km väster om huvudstaden Teheran. Kaklīkābād ligger 1 605 meter över havet och antalet invånare är 184.
Terrängen runt Kaklīkābād är kuperad åt nordost, men åt sydväst är den bergig.Runt Kaklīkābād är det ganska tätbefolkat, med 60 invånare per kvadratkilometer. Närmaste större samhälle är Pāveh, 18,4 km sydväst om Kaklīkābād. Trakten runt Kaklīkābād består till största delen av jordbruksmark.